# Montoire-sur-le-Loir
Montoire-sur-le-Loir é uma comuna francesa na região administrativa do Centro, no departamento Loir-et-Cher. Estende-se por uma área de 21,06 km². Em 2010 a comuna tinha 3 949 habitantes (densidade: 187,5 hab./km²).

## História
Montoire-sur-le-Loir é conhecida pelo famoso aperto de mão entre Adolfo Hitler e o Marechal Pétain a 24 de Outubro de 1940, iniciando assim a colaboração com o regime Nazi. O encontro foi feito numa carruagem fora da estação de comboios da cidade. Tal acto foi anunciado ao público francês a 30 de Outubro através da rádio.